# Kid Chocolate
Kid Chocolate, właśc. Eligio Sardiñas Montalvo (ur. 6 stycznia 1910 w Hawanie, zm. 8 sierpnia 1988 tamże) – kubański bokser, były mistrz świata kategorii super piórkowej, uważany za jednego z najwspanialszych czarnoskórych bokserów w historii.

## Kariera amatorska
Zaczął boksować w wieku 10lat, stoczył 100 amatorskich walk, z których 86 zakończył przez nokaut. Jednak, uważa się, że bilans walk został zawyżony przez menadżera Montalvo.

## Kariera zawodowa
Jako zawodowiec oficjalnie zadebiutował 3 marca 1928 roku, nokautując w pierwszej rundzie rodaka Kida Sotolongo. Przez ringi zawodowe szedł jak burza, bo jeszcze w rocznicę swojego debiutu stoczył 25 walk, z czego 24 wygrał m.in. z: Emilem Paluso czy Pinkym Mayem oraz jeden zremisował z Joeyem Scalfaro.
Rok 1929 też był bardzo udany dla Kubańczyka. W kwietniu pokonał przez dyskwalifikację, byłego mistrza świata wagi koguciej Bushy’ego Grahama, a pod koniec sierpnia zwyciężył jednogłośnie na punkty, przyszłego mistrza świata wagi lekkiej Ala Singera. Jego pojedynek z Singerem, widziało na żywo 50 tysięcy osób.
Pierwszej porażki doznał 7 sierpnia 1930 roku, przegrywając po 10 rundach z mistrzem świata wagi junior półśredniej, Jackiem Bergiem niejednogłośnie na punkty. Po pokonaniu dwóch kolejnych przeciwników, doszło do jego rewanżu z Fidelem LaBarbą, który wygrał z Chocolate jednogłośnie na punkty po 10 rundach. Po porażce z LaBarbą, zmierzył się z Battlingiem Battalino o mistrzostwo świata w wadze piórkowej. Kid Chocolate przegrał jednogłośnie na punkty po 15 rundach.
15 lipca 1931 roku, wreszcie zdobył upragniony tytuł mistrza świata w wadze super piórkowej, pokonując przez TKO w 7 rundzie Benny’ego Bassa. Tytuł obronił w październiku, udanie rewanżując się za remisową walkę, Joeyowi Scalfaro, którego znokautował w 1 rundzie.
20 listopada 1931 roku zmierzył się z Tonym Canzonerim, o tytuły mistrzowskie w wadze lekkiej i junior półśredniej. Canzoneri po niezwykłej batalii zwyciężył niejednogłośnie na punkty. Po tej porażce stoczył jeszcze 2 pojedynki i wrócił do wagi super piórkowej, w której obronił tytuł po raz 2, pokonując Daveya Abada.
18 lipca 1932 roku odbył się rewanż z Jackiem Bergiem, który Chocolate znów przegrał po bardzo wyrównanej walce, niejednogłośnie na punkty. Po porażce wrócił do wagi super piórkowej, pokonując w obronie tytułu Eddiego Shea.
13 października 1932 zdobył nowy tytuł (NYSAC) w wadze super piórkowej, gdyż NBA zaprzestało nadawania tytułów w tej kategorii. Znokautował on w 12 rundzie Lewa Feldmana. W grudniu doszło do jego pojedynku rewanżowego z Fidelem LaBarbą. Chocolate obronił tytuł, zwyciężając na punkty decyzją większości.
1 maja 1933 roku obronił pas, pokonując jednogłośnie na punkty niezwykle twardego Johnny’ego Farra, który był na deskach 4krotnie w tej walce. Tytuł obronił 18 dni później, pokonując jednogłośnie na punkty mistrza Wielkiej Brytanii, Tommy’ego Watsona.
24 listopada 1933 roku przegrał w rewanżu, przez nokaut w 2 rundzie z Tonym Canzonerim, stawką nie był żaden tytuł, była to pierwsza porażka przed czasem Kida Chocolate. W następnej walce obronił tytuł, pokonując na punkty Frankiego Wallace’a. 12 grudnia utracił tytuł, przegrywając przez nokaut w 7 rundzie z Frankiem Klickiem.
Po porażce z Klickiem, nie odzyskał już tytułu, pomimo pokonania wielu świetnych pięściarzy. Zawodową karierę zakończył w 1938 roku, po remisie z Nickym Jerome’em.
8 sierpnia 1988 roku zmarł w wieku 78 lat.
W 1994 roku został wprowadzony do Międzynarodowej Bokserskiej Galerii Sławy.